# 橋本大祐
橋本 大祐（はしもと だいすけ、1975年7月16日 - ）は、大阪府堺市出身の元プロ野球選手（投手）、野球指導者、野球監督、トレーナー。だいすけ鍼灸整骨院院長。

## 来歴・人物
1期生である初芝橋本高から、富士大学へ進学。野球部に入部し、3年春にはリーグ戦でノーヒットノーラン達成、4年時にはエースとして大学選手権に出場して完封勝利。大学通算19勝7敗、防御率2.21。
1997年のプロ野球ドラフト会議で、阪神タイガースから3位指名を受け入団。2000年に腰のヘルニアのため、現役引退。引退までの3年間で何度か一軍登録はされたものの、結局登板経験に恵まれないままだった。橋本が一軍にいる際、若手投手を登板させやすいビハインドの試合展開になかなかならず、チームの先輩からは「おまえがブルペンにいるだけで勝つな」と揶揄されたという。ドラフト会議の前日にぎっくり腰となり、ドラフト当日は激痛だったという事実を伏せており、2019年まで秘密にしていた。
社会人野球からの誘いもあったが、自身が腰を痛めて引退を余儀なくされたこともあり、引退後はトレーナーを志す。当時、鍼灸師の資格を持っていたトレーナーが多く、知人からの助言もあり、鍼灸師の学校に3年、柔道整復師の学校に3年通い、国家資格を取得。2007年4月、大阪市鶴見区にて「だいすけ鍼灸整骨院」を開業した。2020年に兵庫県三田市へ移転。
野球関連のトレーナー業として、2006年にロサンゼルス・ドジャースとマイナー契約を結んだ斎藤隆の個人トレーナーを務め、一時渡米。その後はドミニカウィンターリーグに参加した前川勝彦のトレーナーも務めて、短期間ながらドミニカ共和国にも渡った。野球外では、女子バレーボールチーム・三洋電機レッドソアのトレーナーをチーム解散の2012年まで7年間務める。ほか、大相撲宮城野部屋・白鵬翔のトレーナーを引き受けたこともあったが、2日間トレーナー業を務めたのちに白鵬が風邪をひいた事により朝稽古に来なくなったため、宮城野親方の運転手を務めていた。
橋本の鍼灸整骨院に近畿医療専門学校の生徒募集チラシを置き始めたことをきっかけに、同校の野球部の監督をしてもらえないかとオファーを受ける。更に同校が教育提携をしていることもあり、BASEBALL FIRST LEAGUE（現：関西独立リーグ）・兵庫ブルーサンダーズ二軍投手コーチに2015年4月13日より就任。同校の野球部監督と兼任した。2018年8月より兵庫の一軍投手も見るようになり、2019年シーズンからは正式に兵庫の投手コーチとなる。2019年11月23日、2020年シーズンからの監督就任が発表された。兵庫ブルーサンダーズは、2020年シーズン終了後に「神戸三田ブレイバーズ」に改称、さらに2021年シーズン終了後に「兵庫ブレイバーズ」に改称している。2022年10月に、今シーズンで監督を退任の見込みと報じられた。10月2日に退任が正式に発表された。
2023年より、女子野球チームの兵庫ブルーサンダーズで投手コーチを務める。

## 詳細情報

### 年度別投手成績
- 一軍公式戦出場なし

### 背番号
- 56 （1998年 - 2000年、2019年 - 2022年）